# 吉尔贝·沙普龙
吉尔贝·沙普龙（法語：Gilbert Chapron，1933年10月7日—2016年9月5日），法国男子拳击运动员。他曾代表法国参加1956年夏季奥林匹克运动会拳击比赛，获得一枚铜牌。1957年3月，他开始参加职业比赛。